# الفن العربي الجنوبي القديم

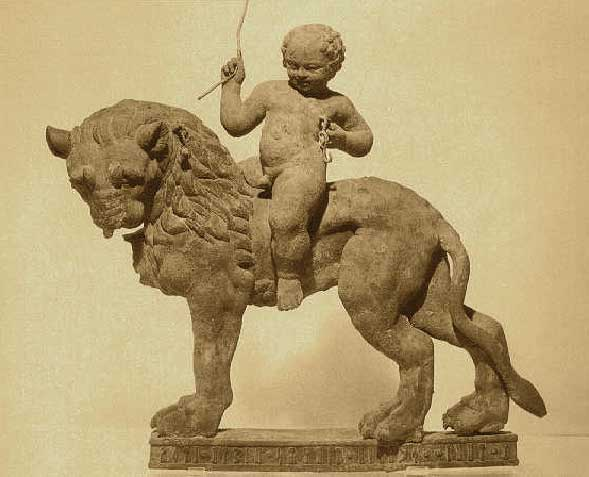
أسد من البرونز بفارس صنعه القتبانيون حوالي 75-50 قبل الميلاد.

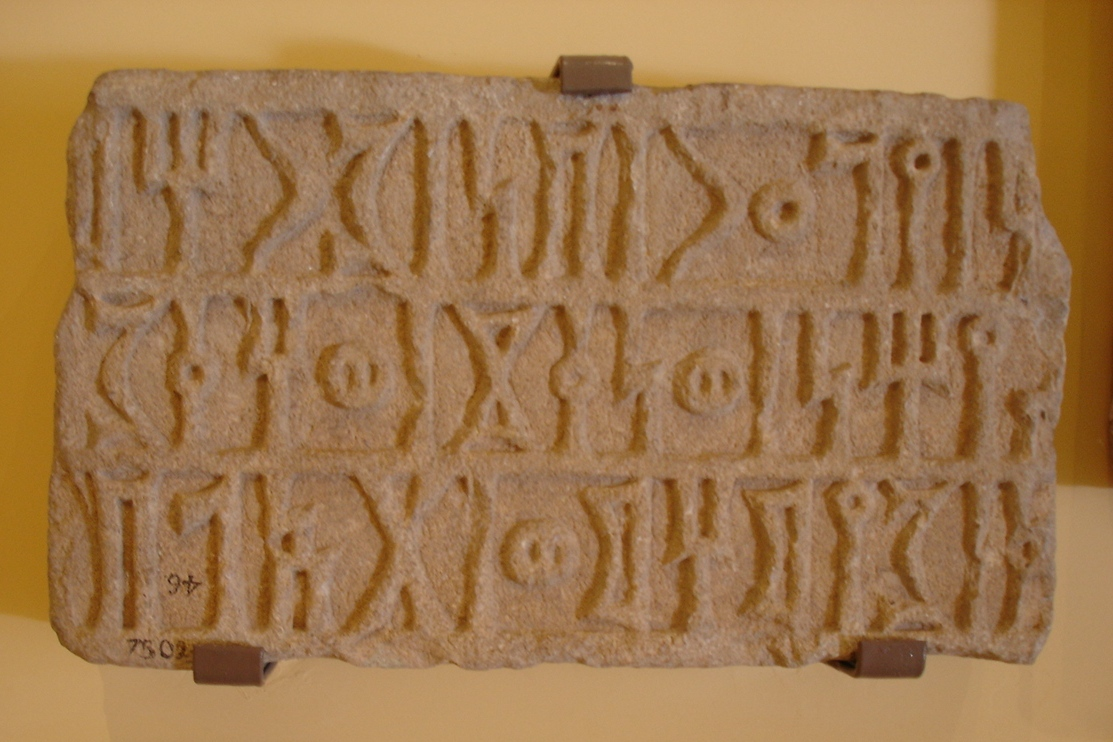
نقش عربي قديم من القرن الثالث قبل الميلاد في جنوب شبه الجزيرة العربية باللغة العربية الجنوبية.

كان فن الجنوب العربي القديم هو فن ثقافات ما قبل الإسلام في شبه الجزيرة العربية الجنوبية، والذي أُنتج منذ الألفية الثالثة قبل الميلاد حتى القرن السابع الميلادي.

## التاريخ والتطور
شهد الفن العربي القديم ازدهاره الأول في بداية الألفية الأولى قبل الميلاد في وقت الثقافة الكلاسيكية لجنوب الجزيرة العربية، المتمركزة في ممالك السبأيين ومملكة معين في اليمن. شهد القرن الخامس قبل الميلاد العصر الذهبي لمملكة سبأ التي كانت مراكزها الرئيسية في مأرب وصرواح. عُرفت المنطقة لدى الرومان باسم «العربية السعيدة» (Arabia Felix) بسبب ثروتها.
اتخذت الأشكال الهندسية المنمقة النموذجية للفن العربي الجنوبي القديم، سواء في النحت أو في العمارة، أشكالًا أكثر سلاسة من القرن الخامس قبل الميلاد. عملت مملكة الأنباط، التي تأسست في الجزء الشمالي من شبه الجزيرة العربية في أواخر القرن الرابع قبل الميلاد، كوسيط بين الثقافات العربية وثقافات البحر الأبيض المتوسط.
سيطر ملوك حمير على جنوب شبه الجزيرة العربية في نهاية القرن الثالث الميلادي. مع توسع الفن الإسلامي في النصف الثاني من القرن السادس الميلادي تم استبدال الفن العربي الجنوبي بالفن الإسلامي المبكر.

## التقسيم الزمني
لم تحظ الثقافة المادية لجنوب شبه الجزيرة العربية باهتمام علمي كبير، منذ أن ركزت المنح الدراسية في جنوب شبه الجزيرة العربية القديمة على البحث اللغوي للنقوش القديمة في جنوب الجزيرة العربية، ولذلك لم يُبذل الجهد الكثير على مصدر القطع الأثرية. طُور التقسيم الزمني الخاص ببعض المناطق فقط، بينما لم يتوفر التقسيم العام لفن الجنوب العربي بعد. نتيجة لذلك، يجري تصنيف القطع الأثرية القديمة في جنوب شبه الجزيرة العربية حسب السمات الأسلوبية وليس بحسب التسلسل الزمني. اقترح يورغن شميت تقسيمًا عامًا للفن العربي الجنوبي إلى ثلاث فترات زمنية. بحسب هذا التقسيم، ترى المرحلة الأولى أن الزخارف الفريدة قد بدأت تتطور، بينما ترى المرحلة الثانية أن الأشكال الفنية الفردية أصبحت أقوى، وهناك في الفترة الأخيرة بعض التأثير القادم من الأساليب الأجنبية وخاصة الفن اليوناني.

## العمارة

### طرائق التشييد

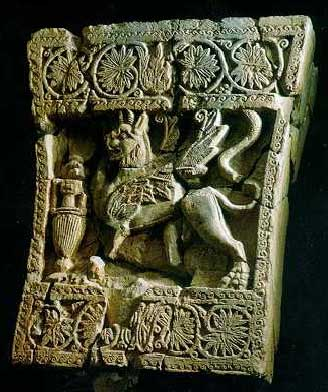
تاج عمود مزخرف من القصر الملكي بشبوة. النصف الأول من القرن الثالث قبل الميلاد.

هيمنت المباني الحجرية على جنوب الجزيرة العربية القديمة بعكس بلاد ما بين النهرين. هناك أيضًا عدد كبير من هياكل الطوب، في المناطق الساحلية وشبوة عاصمة حضرموت. استُخدمت كتل كبيرة من الحجارة المحفورة، والتي رُكبت معًا دون ملاط ومن الحجر غير المنحوت الذي يتطلب الملاط. استُخدم ملاط الجير والطين والإسفلت كمواد مغلفة. أُدخلت دعائم الرصاص الرأسية والمسامير والأقواس الأفقية أيضًا. يجري تنعيم الوجه الخارجي فقط من الحجارة. غالبًا ما كانت الجدران الأكبر حجمًا مزدوجة القشرة، بجانبين من الحجارة المتلاصقة داخل الجدار. كانت جدران الهياكل الضخمة منحدرة، وربما صُممت هكذا لأسباب جمالية، وساعدت الدعامات أو الحصون الصغيرة في الحفاظ على استقرار الجدار.
ظهر نوع جديد من الأعمال الحجرية في القرن الخامس قبل الميلاد، إذ لُمعت حواف الأحجار، بينما نُقر مركز الوجوه المكشوفة. تغير هذا الأسلوب «المُصاغ بشكل هامشي» بمرور الوقت، مما جعل تحديد التسلسل الزمني للجدران المبنية بهذا الأسلوب أمرًا ممكنًا.
كُسيت الجدران الداخلية إما بالجبس (أحيانًا تمثل لوحات جدارية)، أو بالحجر، مع رسومات تقلد الحجر المنحوت وأحيانًا الأفاريز ثلاثية الأبعاد. لا يُعرف سوى القليل عن بناء السقف، على الرغم من نجاة الأقبية في قبور بيلوكس، وهي أسقف جملونية بسيطة مزينة بالصور. استُخدمت صفائح رخامية شفافة أو من المرمر بسماكة 3 سم، ومزينة أحيانًا بزخارف محفورة، كألواح للنوافذ.
كانت الأعمدة عنصرًا إنشائيًا مهمًا، وحتى القرن الخامس قبل الميلاد، كانت هذه الأعمدة عبارة عن مونوليث غير مزخرف بمقاطع عرضية مستطيلة أو مربعة. عُثر على هذا النوع من الأعمدة في قاعة مدخل معبد أوام ومحرم بلقيس في مأرب. قُلصت الزوايا حتى أصبحت في النهاية عبارة عن أعمدة مستديرة منذ القرن الخامس قبل الميلاد، وكانت للأعمدة منذ القرن الخامس، تيجان وقواعد بسيطة في البداية، ثم تطورت لاحقًا إلى أشكال مختلفة. تأثرت هذه الأشكال منذ القرن الثاني قبل الميلاد بشكل كبير بالعمارة الهلنستية ولوحظ التأثير الساساني في وقت لاحق.

### العمارة المدنية

مخطط مدينة شبوة.

تكشف الحفريات الأثرية في المستوطنات العربية الجنوبية القديمة، عن ثقافة مدنية متطورة للغاية وتقنيات ري معقدة. على سبيل المثال، يعود تاريخ سد مأرب إلى القرن التاسع قبل الميلاد، وما تزال بقاياه مرئية حتى اليوم. هناك مدن ذات مبان عامة مبنية من كتل الحجر الجيري المصقولة مع نقوش بأسماء بنائيها، إلى جانب بوابات المدينة والتحصينات والشوارع والمعابد والأسواق والمساكن الملكية.
يظهر من خلال النقوش أن هناك العديد من المدن المحصنة (حجر) في جنوب شبه الجزيرة العربية قبل الإسلام. كشف علم الآثار حتى الآن عن المرافق المدنية فقط، ولم يجري التحقيق في المستوطنات غير المحصنة من الناحية الأثرية. كانت غالب المدن تقع في أودية على مناطق مرتفعة طبيعية أو صناعية، مما حماها من الفيضانات. أُنشئت المدن على الهضاب أيضًا أو على سفوح الجبال، مثل عاصمة حمير المعروفة باسم ظفر. اتخذت غالبية المدن العربية الجنوبية القديمة الشكل المستطيل أو شبه المستطيل، مثل مأرب وشبوة. تُشكل مدينة قرناو عاصمة الميناء مثالًا بارزًا على مخطط المدينة ذي الشكل المستطيل. يحتوي الشكل المستطيل لتلك المدينة على شارع رئيسي يمر بالمركز وشوارع جانبية قسمتها بشكل عمودي خلال فترات منتظمة، مما يشير إلى التخطيط المركزي، إما في وقت التأسيس الأصلي أو بعد حدوث التدمير. مع ذلك، عُثر أيضًا على مخططات لمدينة مستديرة وغير منتظمة تمامًا. مقارنة مع مدن الشرق الأدنى الأخرى، كان لمدن الجنوب العربي القديمة مساحة إجمالية صغيرة نسبيًا. تُعد مأرب أكبر مدينة في جنوب الجزيرة العربية، إذ تغطي مساحة 110 هكتار فقط.
كانت جميع المدن محمية بسور يحيط بالمدينة (جداران متتاليان مثل مدينة شبوة)، مع وجود بوابتين على الأقل يمكن حمايتها بأبراج. كان لابد لسور المدينة الذي بُني بشكل بسيط أو تضمن حصونًا، أن يتبع التضاريس خاصة في المناطق الجبلية، وهذا ما خلق مخططات غير منتظمة للمدينة. كانت المدن في بعض الأحيان محمية بالقلاع، مثلما هو الحال في شبوة وريدان وقنا وقلعة رداع.

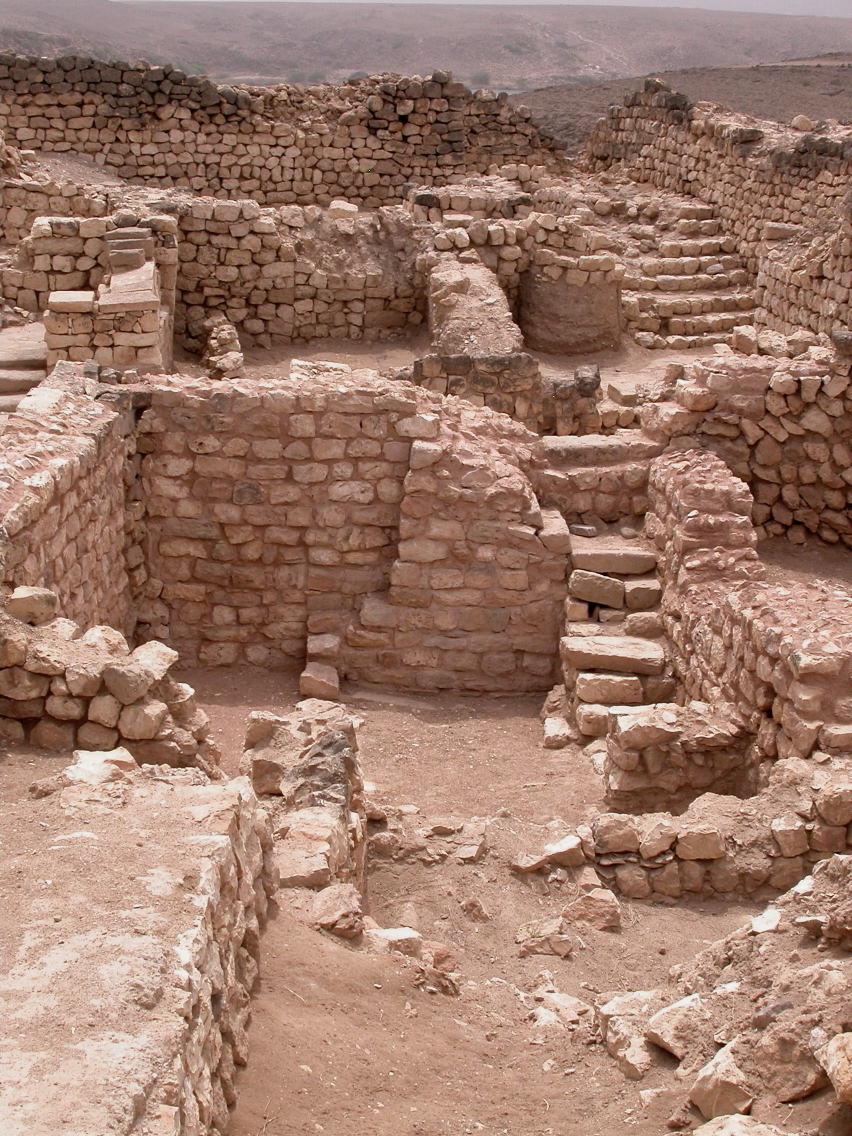
أطلال خور روري.

تُعرف المراكز المدنية اليوم بشكل قليل جدًا بسبب الافتقار إلى التحقيق الأثري. كان هناك مساحة مفتوحة كبيرة داخل البوابة الجنوبية في تمنع في قتبان، تنطلق منها الشوارع في مختلف الاتجاهات. اكتُشفت الحصون والقصور والمعابد في مختلف المدن إضافة إلى المباني السكنية العادية. أُجريت حفريات كبيرة فقط في خور روري وشبوة. توجد مساحة كبيرة مفتوحة داخل البوابة في شبوة أيضًا، ويقع القصر الملكي على أحد جوانبها. يتفرع من هذا الفضاء المفتوح شارع عريض يمر عبر المدينة مباشرة، تتقاطع معه شوارع أصغر بزوايا قائمة.
بالإضافة إلى التحصينات المدنية، توجد أيضًا تحصينات أخرى كانت تقع عند مفترقات طرق مهمة أو نقاط رئيسية في نظام الري. لا تزال هناك أطلال كبيرة لمثل هذه الحصون، لكن لم يتم حفر أي منها. ومع ذلك، فمن الواضح أن هذه القلاع كانت تحتوي على أحياء سكنية ومعابد ومصادر مائية. لتأمين مناطق كاملة، تم بناء جدران من الحجر، التي سدت الممرات والتقاطعات المماثلة، مثل جدار لبنة، الذي يغلق الطريق من قنا إلى شبوة.
بسبب المناخ، كانت أنظمة الري ضرورية للزراعة. كانت أبسط عناصر هذه الأنظمة هي أنواع مختلفة من الآبار والصهاريج. يمكن لأكبر الصهاريج استيعاب ما يصل إلى 12800 متر مكعب. من أجل كفاءة هذه الآبار والقلاع، كانت شبكات القنوات ضرورية. قامت هذه المجموعات بجمع وتخزين المياه من الوديان عندما تمطر. والمثال الأكثر إثارة للإعجاب على هذه الهياكل هو سد مأرب، الذي أغلق وادي ضنا بامتداد 600 متر تقريبًا ووجه مياهه عبر بوابتين للسد إلى «قناتين رئيسيتين»، ووزعته على الحقول عن طريق شبكة من القنوات الصغيرة. تم الكشف عن مثل هذه الهياكل أو إثباتها بواسطة نقوش في أماكن أخرى أيضًا. في نجران، تم حفر القنوات في المنحدرات لإبعاد المياه.
في أماكن مختلفة في جنوب الجزيرة العربية، وخاصة في الممرات الجبلية (منقل)، تم إنشاء طرق معبدة، كان طولها أحيانًا عدة كيلومترات وعرضها عدة أمتار.

### العمارة الدينية

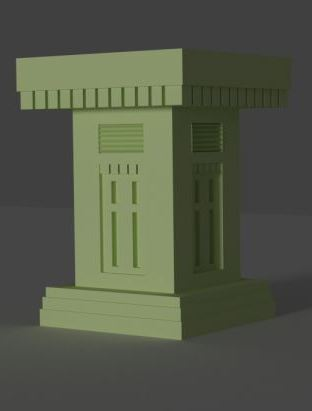
نموذج ثلاثي الأبعاد لمذبح سبئي تم العثور عليه بالقرب من معبد بران في مأرب.

بالمقارنة مع الهياكل المدنية، فإن المعابد معروفة بشكل أفضل، لذلك كان من الممكن تطوير تصنيف وتاريخ تطور محتملين. فيما يلي وصف للأنظمة والتي تأخذ في الاعتبار كل من مخططات الطوابق والمظهر الفعلي للهيكل. تم التنقيب عن عدد قليل نسبيًا من المعابد حتى الآن، لذلك تظل هذه المخططات مؤقتة.
تعود أقدم المحميات العربية الجنوبية إلى عصور ما قبل التاريخ وكانت عبارة عن أحجار متراصة بسيطة، محاطة أحيانًا بدوائر حجرية أو جدران حجرية غير مملوءة بالملاط. في المرحلة الثانية، تم بناء المعابد الفعلية. كانت هذه المعابد عبارة عن هياكل حجرية مستطيلة بسيطة بدون أسقف. كانت الديكورات الداخلية في البداية مختلفة تمامًا عن بعضها البعض. توفر بعض أبنية العبادة في جبل بلق العوسي جنوب غرب مأرب، والتي تتكون من صحن وسيلا ثلاثية، رابطًا إلى نوع معبد موجود فقط في سبأ، والذي كان له مخطط أرضي مستطيل وبروبيلون مقسم إلى قسمان - فناء داخلي مع أعمدة من ثلاث جهات وخلية ثلاثية. يشمل في هذا النوع معبد إله القمر ود الذي بني حوالي 700 قبل الميلاد بين مأرب وصرواح في واد المصمعي، وكذلك المعبد الذي بناه يدال ضريح الأول في المسجد، والذي يحيط به جدار مستطيل. تم العثور على أمثلة لاحقة لهذا المخطط في قرناو (القرن الخامس قبل الميلاد) والحقة (القرن الأول قبل الميلاد). قد تنتمي قاعة مدخل معبد أوام الكبير في مأرب إلى هذه المجموعة. يعود تاريخ هذا المعبد إلى القرنين التاسع والخامس قبل الميلاد، ويتألف من هيكل بيضاوي الشكل يبلغ طوله أكثر من 100 متر (330 قدمًا) وكان مرتبطًا بقاعة مدخل مستطيلة، والتي كانت محاطة بباريستيل يتكون من 32 عمودًا مترابطًا بارتفاع 5 أمتار (16 قدمًا). لم يتبق اليوم سوى عدد قليل من آثار هذا الهيكل.
في الممالك الأخرى، يتناقض هذا النوع مع «المعابد متعددة الدعم» التي تم بناؤها بمخططات أرضية مربعة أو مستطيلة أو حتى غير متماثلة وكانت محاطة بأعمدة متباعدة بانتظام. على عكس المعابد السبئية المذكورة أعلاه، لم يتم ترتيب هذه الهياكل حول السيلا أو المذبح. في البداية احتوت هذه المعبد على ستة أو ثمانية أعمدة، لكنها تراوحت فيما بعد إلى خمسة وثلاثين. تم تحديد نوعًا آخر: معبد المصطبة الحضرمية، سبعة أمثلة معروفة حتى الآن. يمكن الوصول إلى كل هذه المعابد عن طريق درج كبير يؤدي إلى شرفة مغلقة تعلوها سيلا مع منصة.
لا يزال من غير الواضح ما إذا كانت هناك صور للآلهة، لكن تماثيل البشر التي تم تكريسها في حرم مأرب تثبت وجود قوالب برونزية عالية التطور بحلول منتصف القرن الأول، حيث تم تسجيل المتبرع الفردي عن طريق النقش. تظهر الركائز الحجرية ذات النقوش الاحتفالية أن التماثيل النذرية المصنوعة من المعادن الثمينة والبرونز قد تم إنشاؤها في حمير حتى العصور القديمة المتأخرة. كانت هناك أيضًا تماثيل صغيرة من المرمر - شخصيات ترتدي أردية ناعمة بطول الركبة وأذرعها ممدودة.

## النحت

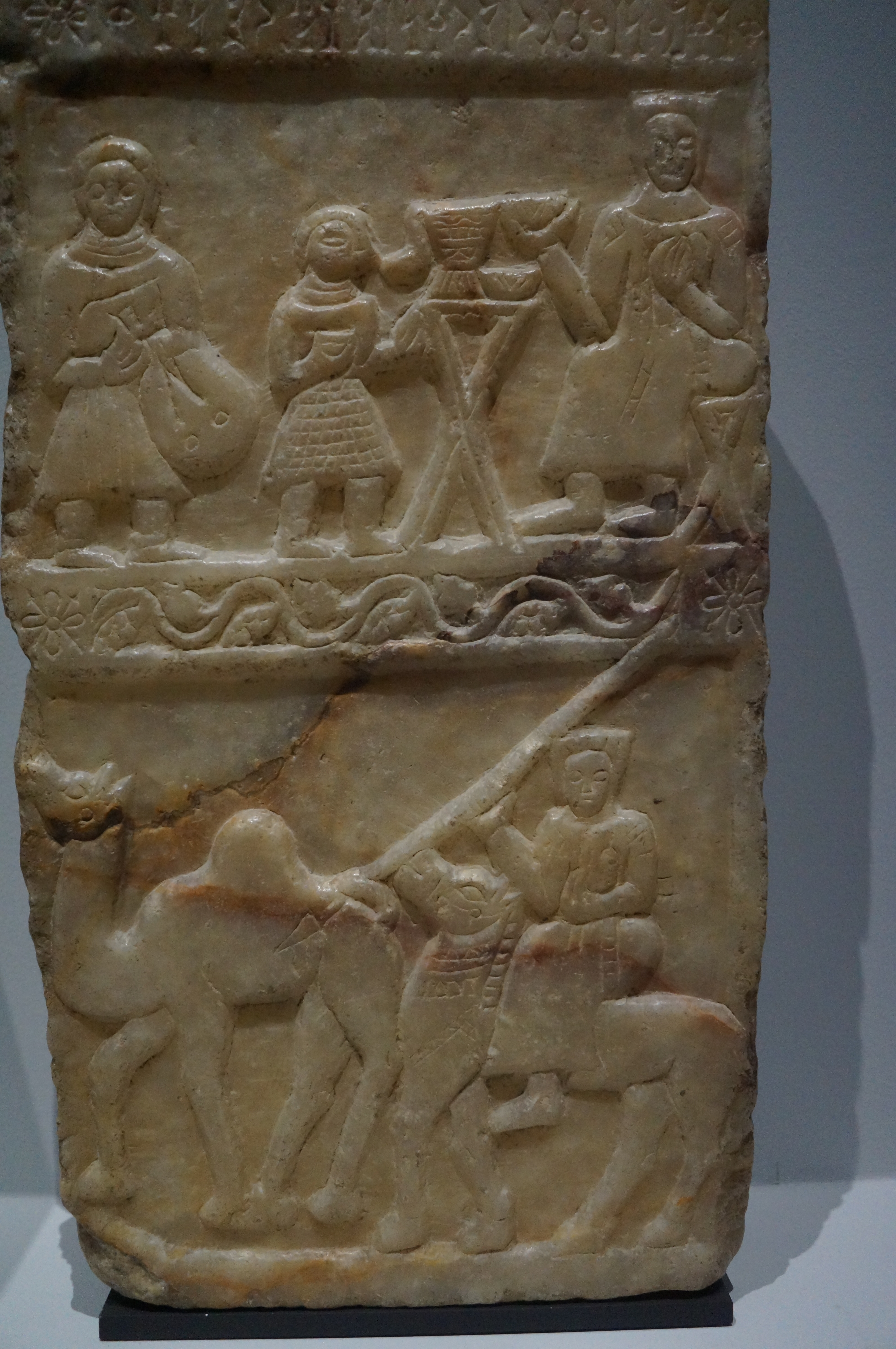
شاهدة جنائزية في الشريط العلوي: مشهد مأدبة لثلاثة أشخاص في الشريط السفلي: حادي جمل مع جملين؛ القرن الأول أو الثالث الميلادي؛ المرمر. الارتفاع: 55 سم (21 بوصة).

تعتبر المنحوتات من أبرز الأعمال الفنية بخلاف الهندسة المعمارية في جنوب شبه الجزيرة العربية قبل الإسلام. بالإضافة إلى البرونز (وأحيانًا الذهب والفضة)، كان الحجر الجيري مادة شائعة في المنحوتات، وخاصة المرمر والرخام. السمات النموذجية للمنحوتات العربية الجنوبية القديمة هي أشكال قاعدة مكعبة، وشكل عام ممتلئ الجسم وتركيز قوي للغاية على الرأس. غالبًا ما يتم تصوير باقي الجسم فقط بطريقة تخطيطية ومختصرة؛ غالبًا ما يتم تصوير الجزء العلوي من الجسم فقط على الإطلاق. يتميز الكثير من الفن العربي الجنوبي بالحد الأدنى من الاهتمام بالنسب الواقعية، والتي تظهر بأذنين كبيرتين وأنف طويل وضيق. في معظم الحالات، تواجه المنحوتات المستديرة والنقوش المشاهد مباشرة؛ في النقوش، يُصادف أحيانًا المنظور الأمامي النموذجي للفن المصري القديم، حيث يتم تصوير الرأس والساقين من الجانب، بينما يتم تصوير الجذع من الأمام. تم إدخال بؤبؤ العين المصنوع من مادة ملونة في ثقوب في العين. في البداية، لم يتم تصوير الأقمشة، ولكن لاحقًا تمت الإشارة إليها بواسطة أخاديد أو طبقات عميقة. لا توجد خصائص عامة في ترتيب الذراعين والساقين.
هناك عدد قليل جدًا من الأمثلة على المنحوتات العربية الجنوبية القديمة الكبيرة، لذا فإن النقش على التمثال البرونزي كبير الحجم لابن ملك سبأ ذمار علي يهبر له أهمية خاصة. والأكثر شيوعًا هو التماثيل الصغيرة والصور والنقوش المرمرية، والتي تصور عمومًا الناس ونادرًا ما تصور الحيوانات أو الوحوش (التنانين والأسود المجنحة برؤوس بشرية)، ومشاهد كاملة في حالة النقوش المسطحة. يُظهر مشهد شائع بشكل خاص كرمة تحمل عنبًا مع حيوانات أو طيور تقضمها ورجل يصوب قوسًا على حيوان (أو أشكال مختلفة منه). تم تصوير مشاهد من الحياة أيضًا في نقوش، مثل الأعياد والمعارك والعروض الموسيقية، فضلاً عن مشاهد الموتى وهم يجتمعون مع إله.

## فنون ثانوية

لوحة جدارية هندسية من معبد المقة (القرن الأول قبل الميلاد).

إلى جانب الأعمال الفنية الأكبر، أنتجت جنوب الجزيرة العربية القديمة أيضًا مجموعة كاملة من القطع الأثرية المختلفة الأصغر. كما هو الحال في أي مكان آخر، كان الخزف وسيطًا رئيسيًا، ولكن لم يكن من الممكن حتى الآن ترتيب هذه المواد حسب التصنيف أو التسلسل الزمني، لذلك على عكس بقية الشرق الأدنى، لا يساعد في تحديد تاريخ الطبقات الطبقية الفردية. بعض البيانات العامة لا تزال ممكنة، ومع ذلك، كانت صناعة السيراميك بسيطة للغاية. تعتبر الأباريق والأوعية ذات الأحجام المختلفة شائعة، ومعظمها مزخرف بزخارف منقوشة أو منقطة، ولكن تم العثور أيضًا على أنماط مطلية ومطبات أو شوكات أو حتى رؤوس حيوانات. بالإضافة إلى هذه العناصر الخزفية اليومية، تم العثور أيضًا على بعض التماثيل الفخارية.
تشمل المصنوعات الحجرية الصغيرة الزجاجات والمصابيح الزيتية والمزهريات والأوعية برؤوس الحيوانات كمقابض. النقش والجعران. بالإضافة إلى ذلك، هناك أيضًا العديد من الأفاريز الملحقة بأجزاء مختلفة من المباني، والتي تشمل أنماط متعرجة، والفسيفساء، والخطوط العمودية، والأسنان، والمنافذ، والأبواب الزائفة الصغيرة، والتعرجات، بالإضافة إلى العناصر الزهرية والتصويرية، بما في ذلك سلسلة من رؤوس الوعل وكروم العنب. تشمل العناصر الفنية الشائعة الأخرى في المباني الورود والحلزون وآذان الذرة والرمان. في عمليتين تنقيبيتين، تم اكتشاف لوحات جدارية: رسومات هندسية في معبد المقة ولوحات تصويرية من الحفريات الفرنسية في شبوة. لم تنجو المصنوعات الخشبية، لكن الصور الحجرية للأثاث تتيح لنا بعض التبصر في الأعمال الخشبية القديمة في جنوب الجزيرة العربية.

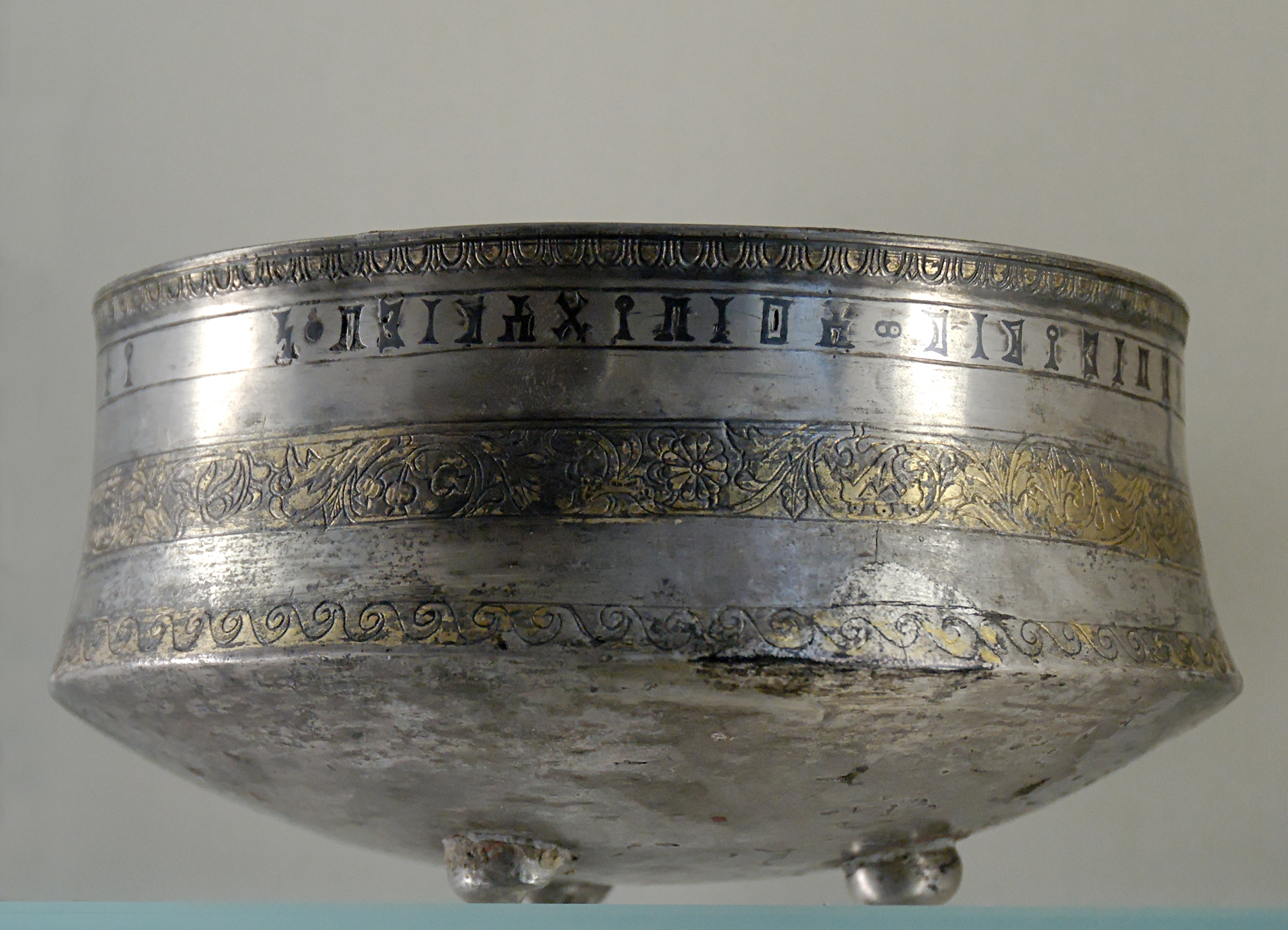
وعاء معدني من حضرموت (القرن الثاني أو الثالث الميلادي)

من ناحية أخرى، فإن المصنوعات اليدوية البرونزية والنحاسية شائعة، بما في ذلك المزهريات وغيرها من الأواني النحاسية أو البرونزية والمصابيح والمقابض والتماثيل الحيوانية. المجوهرات شائعة أيضًا، بما في ذلك القلائد الذهبية جزئيًا واللوحات الذهبية مع صور الحيوانات والتماثيل الذهبية الصغيرة.

## العملات

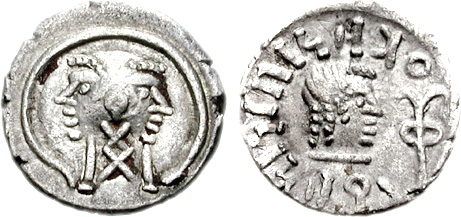
عملة معدنية حميرية خاصة من ريدان (النوع 9)

سكت العملات المصُممة في جنوب الجزيرة العربية من الفضة غالباً، في حين أن العملات البرونزية والذهبية نادرة نسبيًا. يتبع التصنيف التالي عمومًا نموذج غونتر دمبسكي. يعكس ترقيم أنواع العملات جزئيًا تسلسلًا زمنيًا معينًا.
1. ربما تم سك أقدم عملة عربية جنوبية حوالي 300 قبل الميلاد.
2. تحتوي السلسلة اللاحقة إلى حد ما على حروف و/أو أحرف مختلفة على ظهرها لم يتم فهم أهميتها بعد.
3. أما المجموعة الثالثة، وهي مجموعة قتبان، فلها رأس على الوجهين، وعلى ظهرها اسم دولة السك.
4. والمجموعة التالية هي على الأرجح قتبانية. تظهر بومة على ظهر العملة مع اسم شهر هلال.
5. في وقت ما في القرن الثاني قبل الميلاد يأتي النوع التالي، مع الاحتفاظ بالأساطير والرموز الأحادية للقطع النقدية السابقة.
6. يتميز النوع السادس عن النوع السابق، حيث لا يحتوي على نقش، وإنما يحتوي على رموز أو أحرف فقط.
7. ظهرت عناصر من العملات المعدنية الرومانية في هذا السك، ربما تتعلق ببعثة ايليوس جالوس في عام 25 قبل الميلاد.
8. تبدو مجموعة حضرمية واحدة مختلفة تمامًا. تصور ثورًا مُسمى بالإله سين، رأسًا بتاج مشع أو نسر، بترتيبات مختلفة.[12]
9. هذا النوع مهم بشكل خاص لتاريخ جنوب الجزيرة العربية. يحمل رأسًا على ظهره، باسم الملك ودولة سك العملة (عادة ريدان) وأحرفًا واحدة فقط.
10. هناك بعض العملات المعدنية البرونزية المعزولة التي لها رأس بأحرف على الوجه ونسر على الظهر. على الأرجح من حضرموت.

نهاية العملات العربية الجنوبية ليست مؤرخة بالتأكيد، ولكن ربما كانت في وقت ما حوالي 300 بعد الميلاد.

## معرض صور

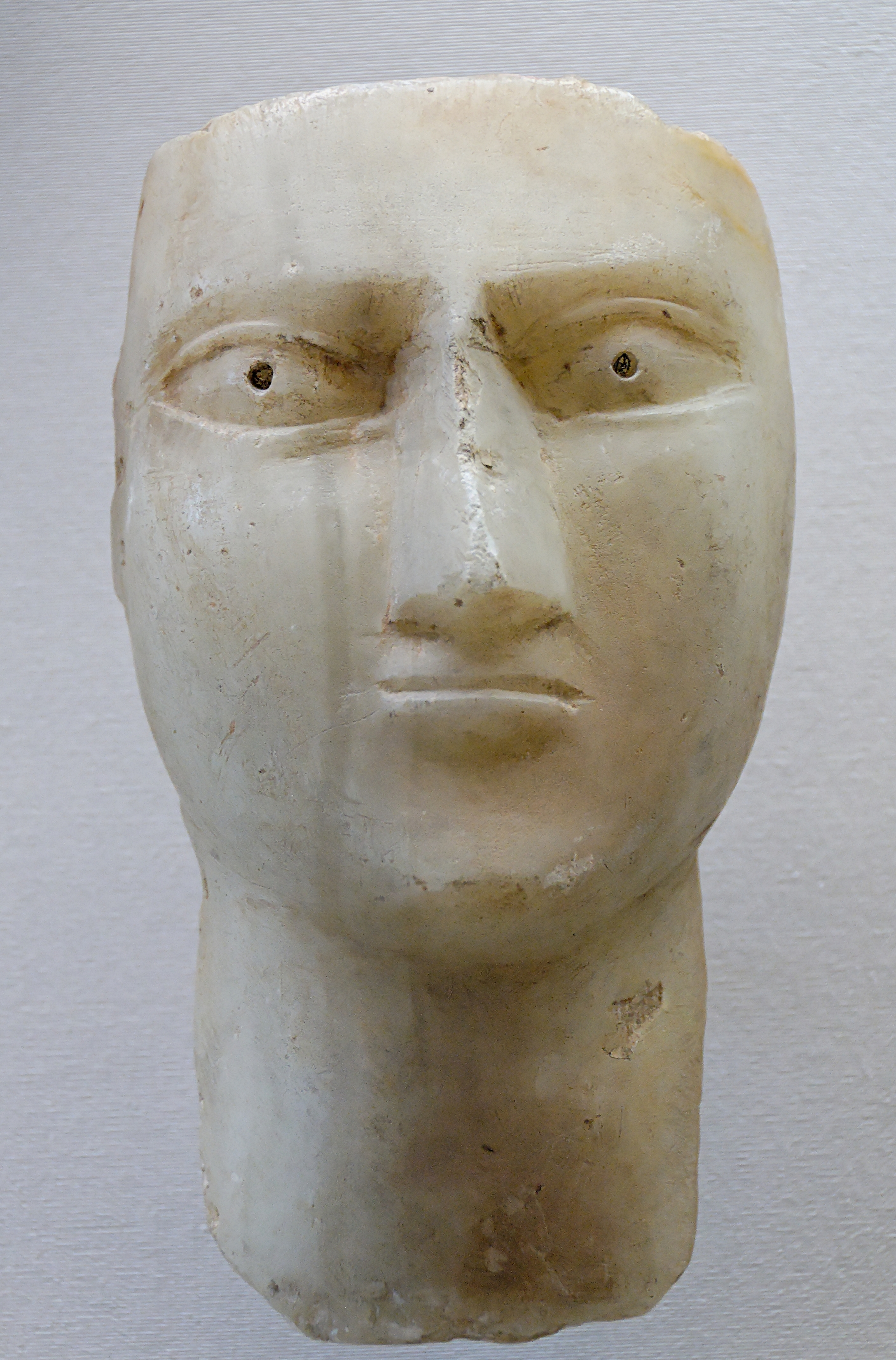
رأس من المرمر (متحف اللوفر)
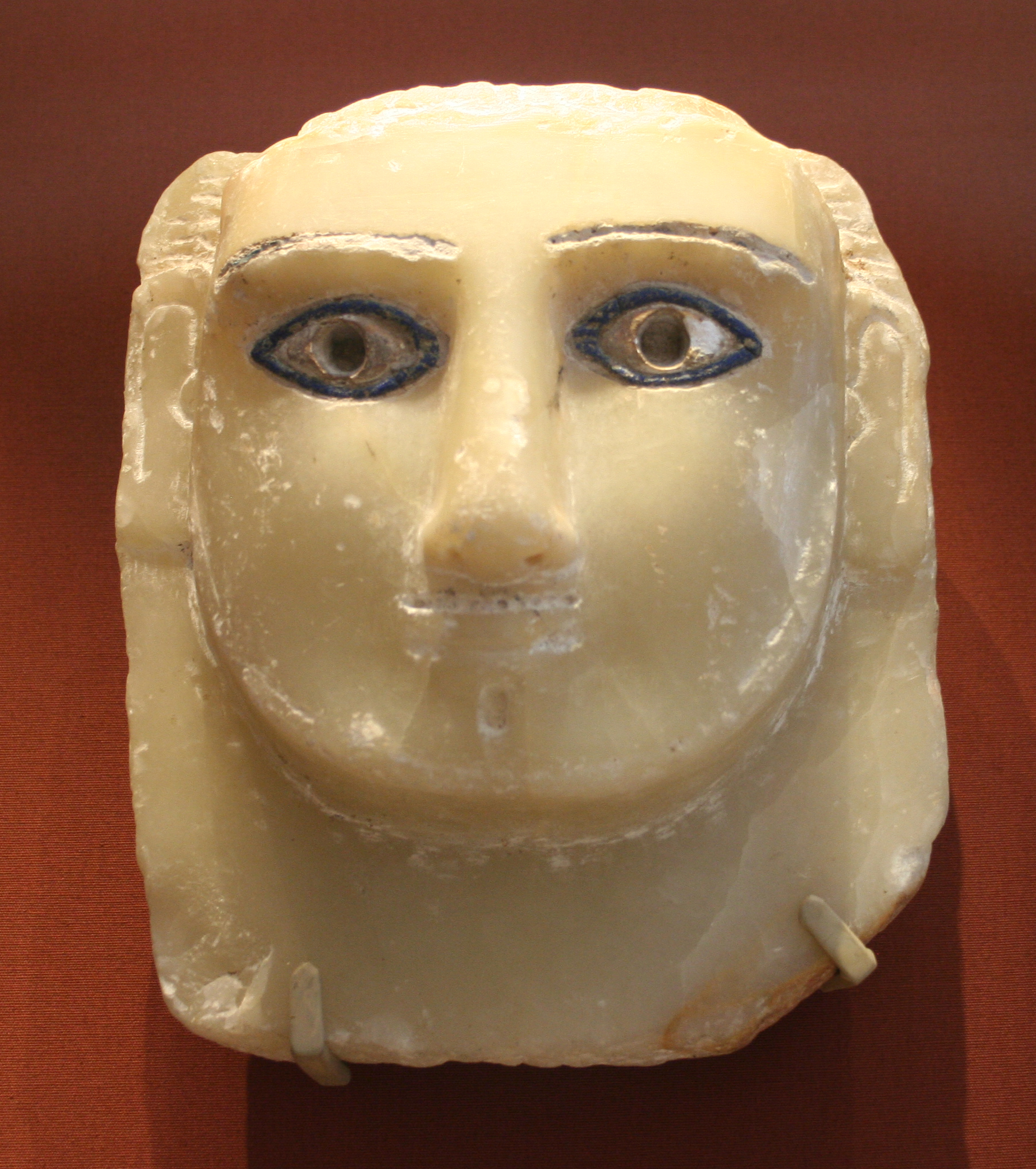
رأس من المرمر بعيون مُدخلة (المتحف البريطاني)
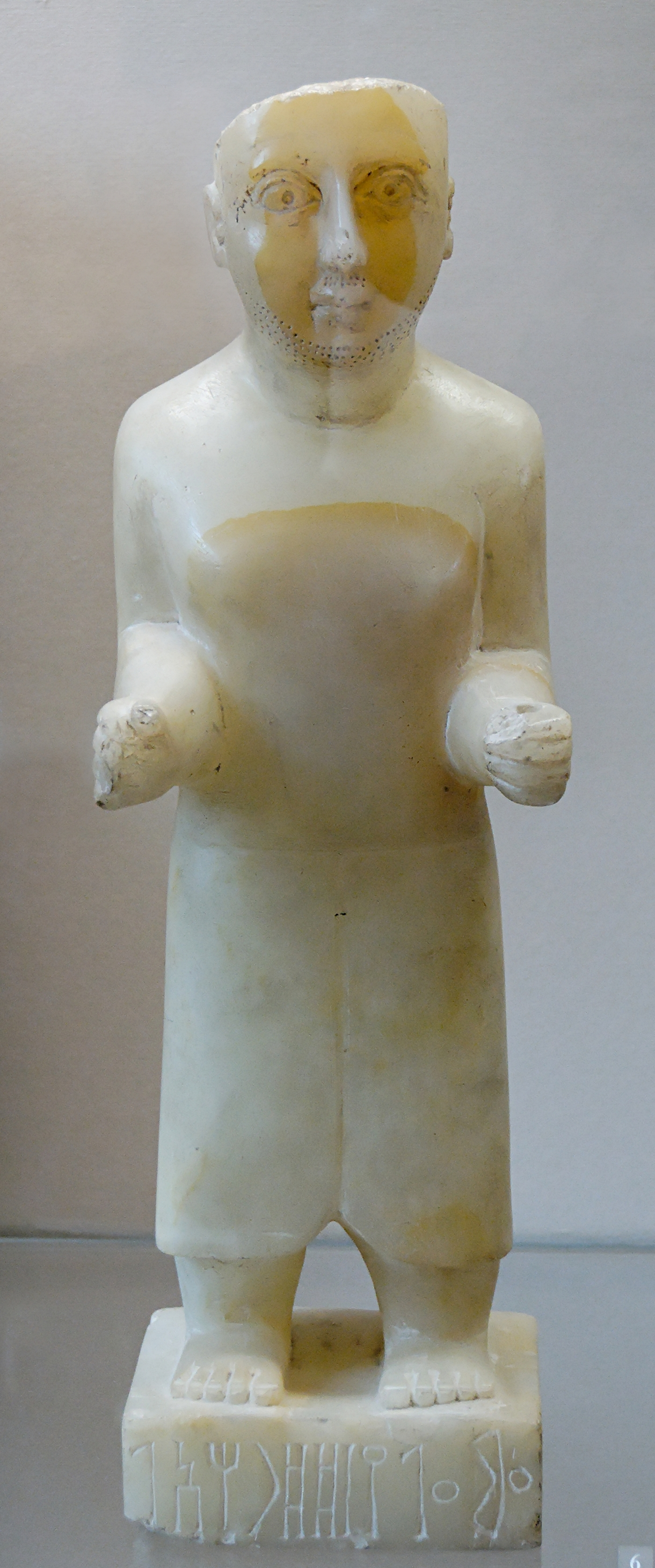
شاهدة قبر من المرمر (حيد بن عقيل، قتبان) (متحف اللوفر)
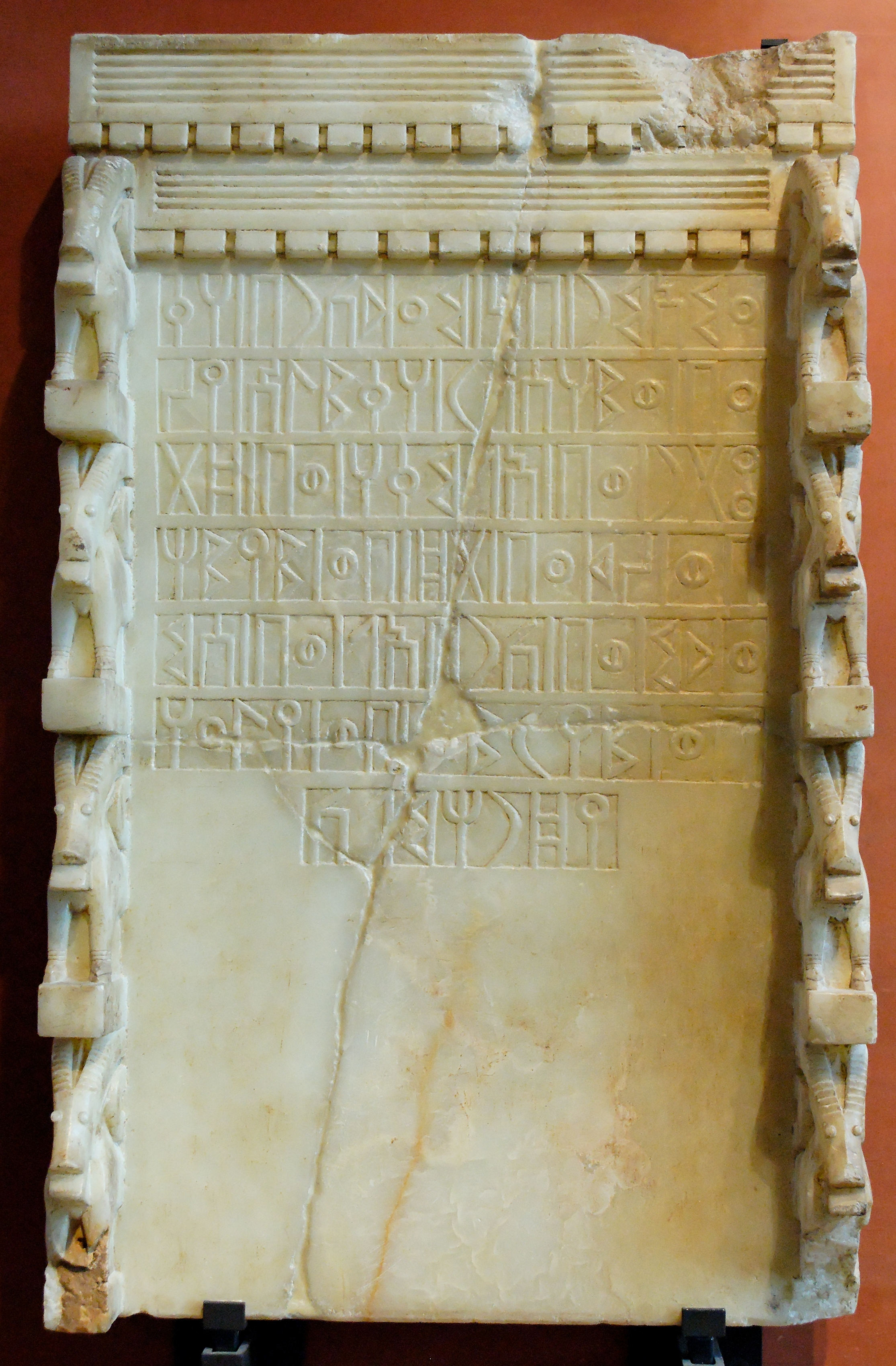
نقش سبئي يُدرج أسماء الآلهة (متحف اللوفر)
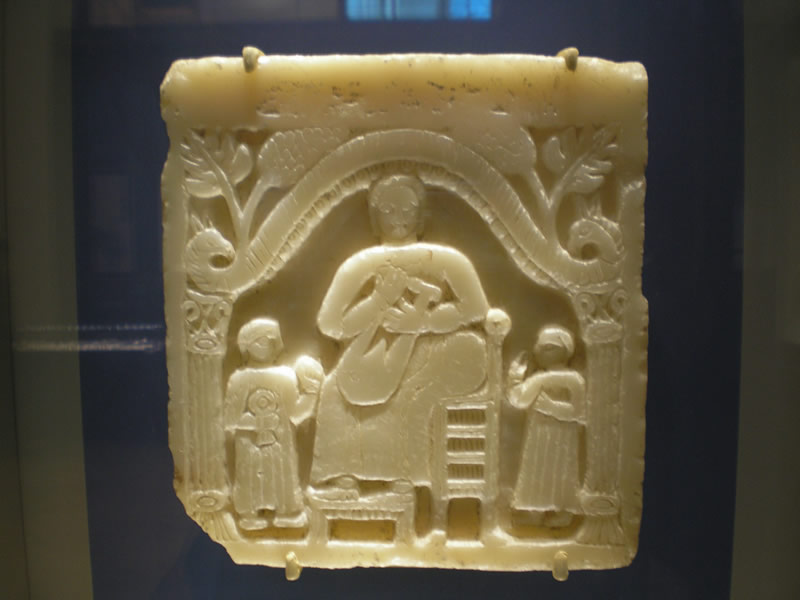
شاهد قبر على الأرجح من تمنع (المتحف البريطاني)
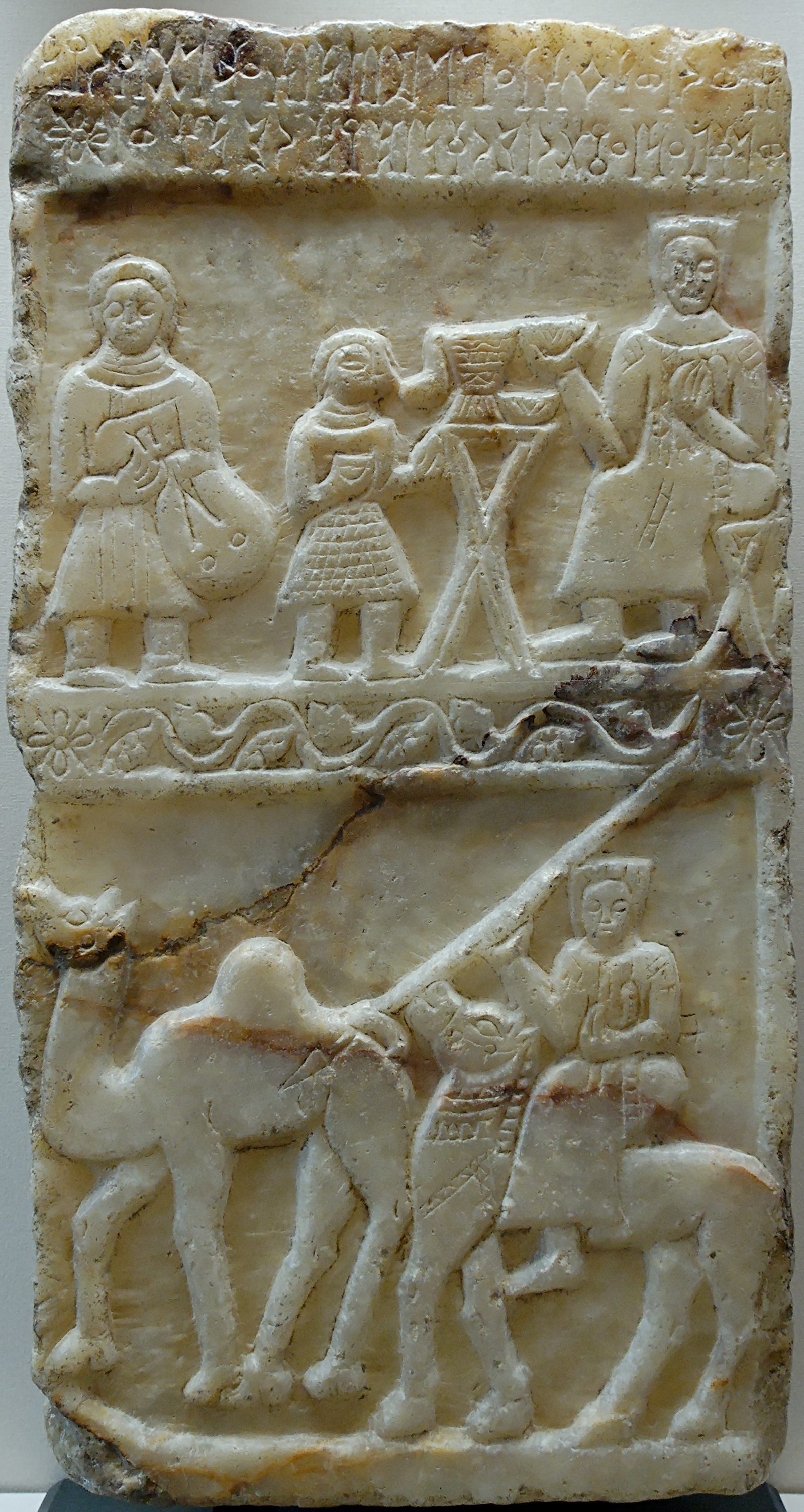
شاهد قبر سبئي من المرمر مع مشهدين للمتوفى (متحف اللوفر)
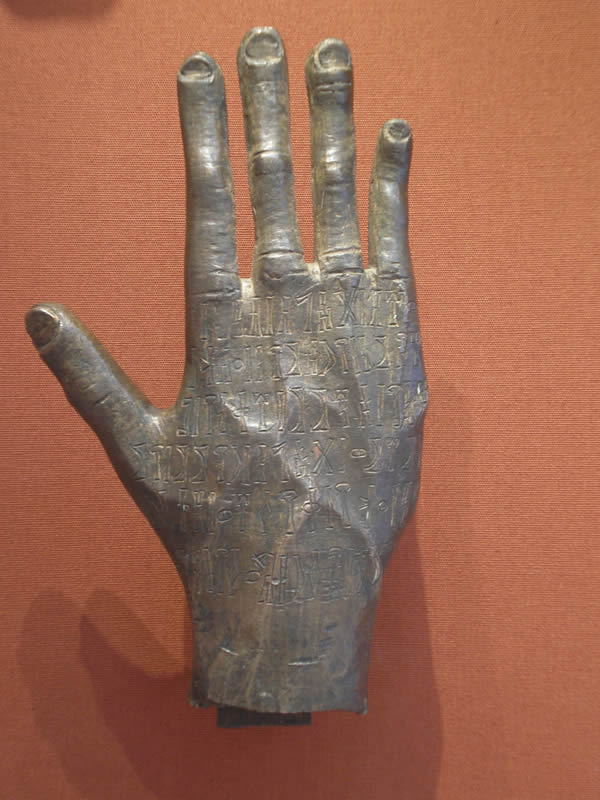
يد برونزية منقوشة (المتحف البريطاني)
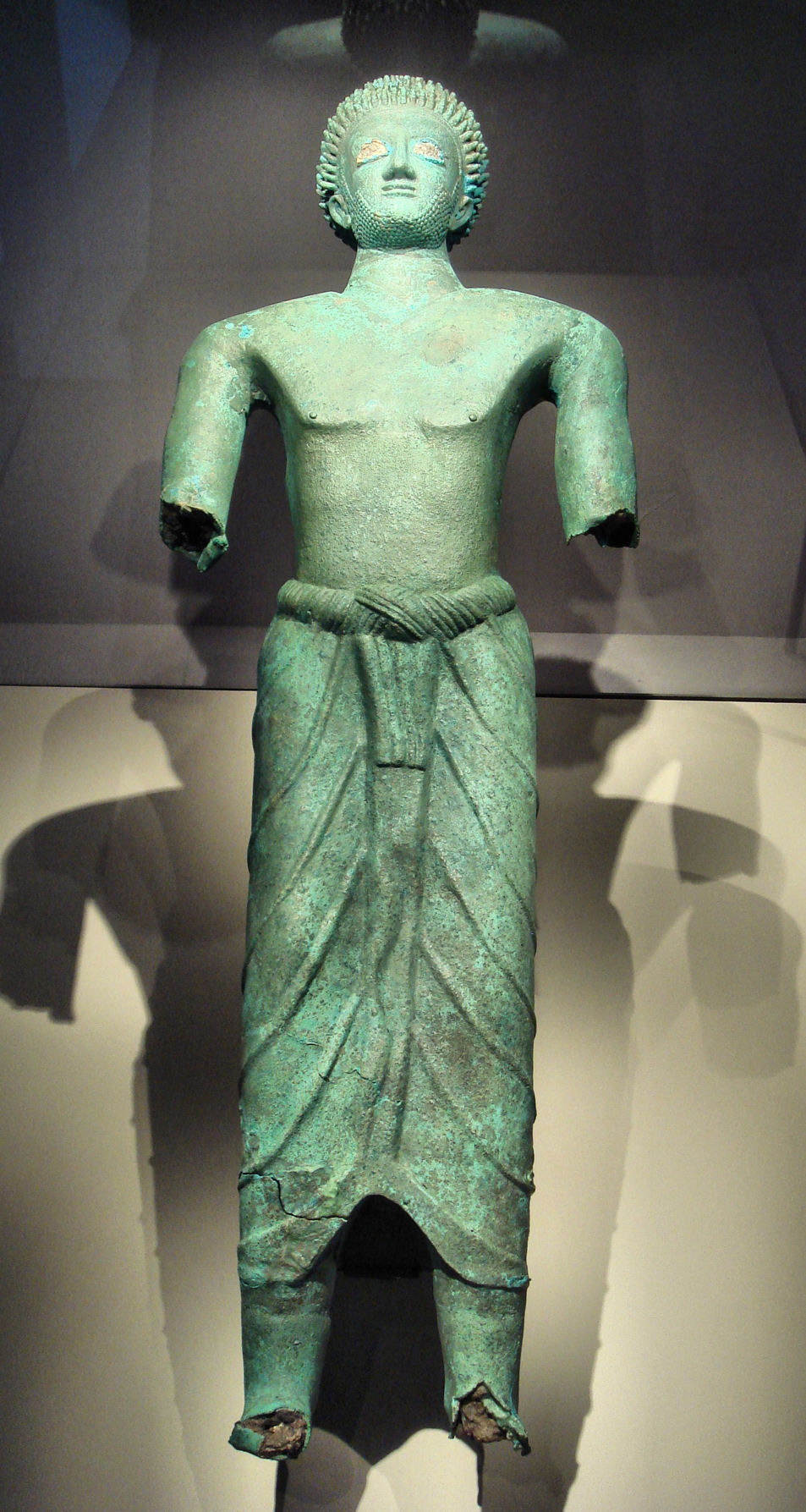
تمثال برونزي من نشق (متحف اللوفر)
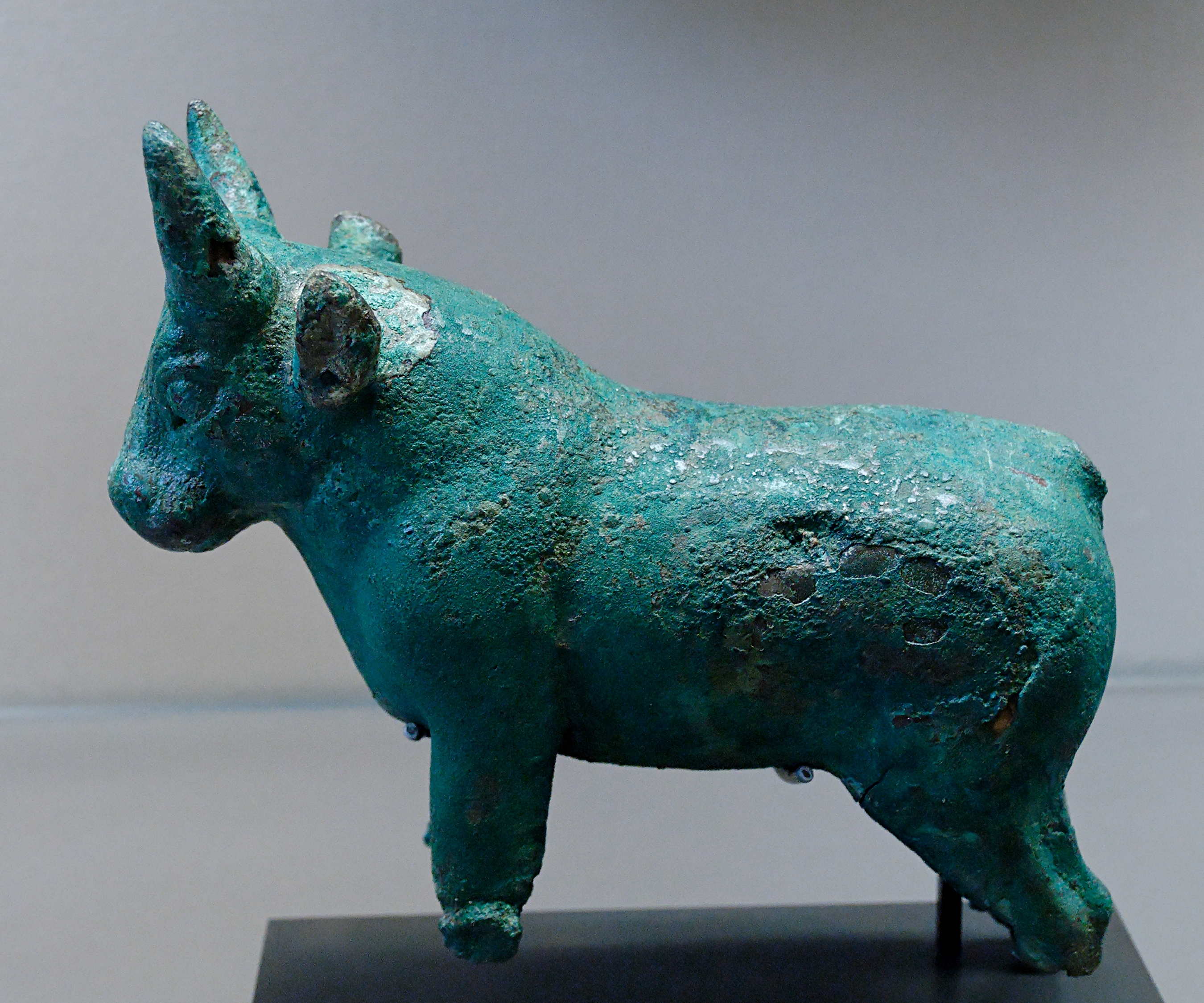
تمثال صغير لثور (متحف اللوفر)
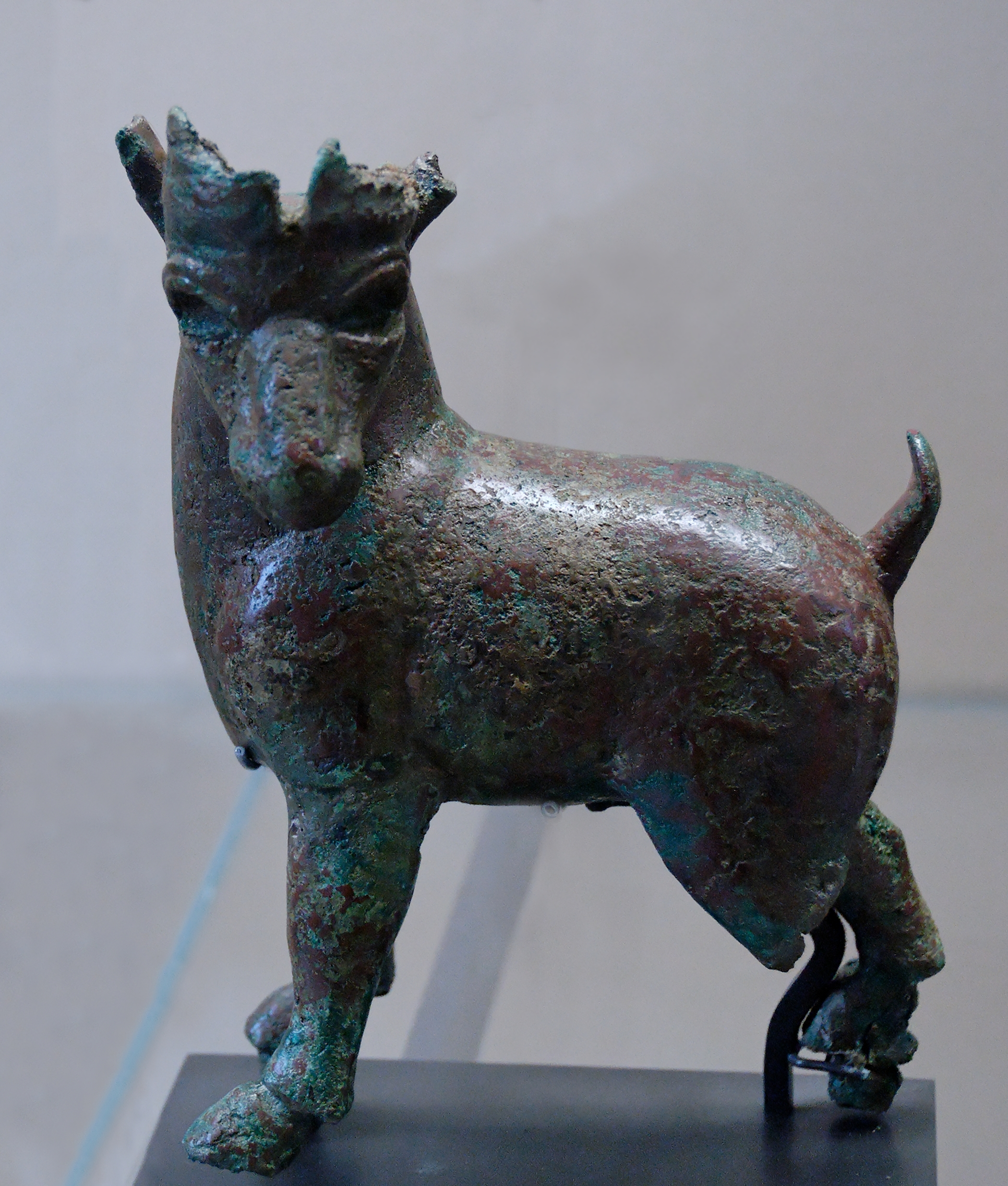
تمثال صغير لوعل (متحف اللوفر)
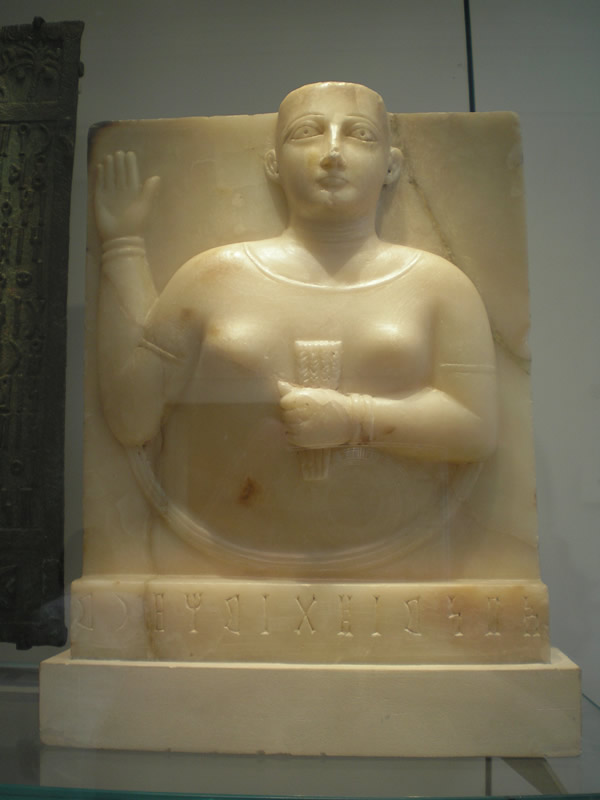
نحت من الكالسيت (القرن الأول قبل الميلاد) (المتحف البريطاني)
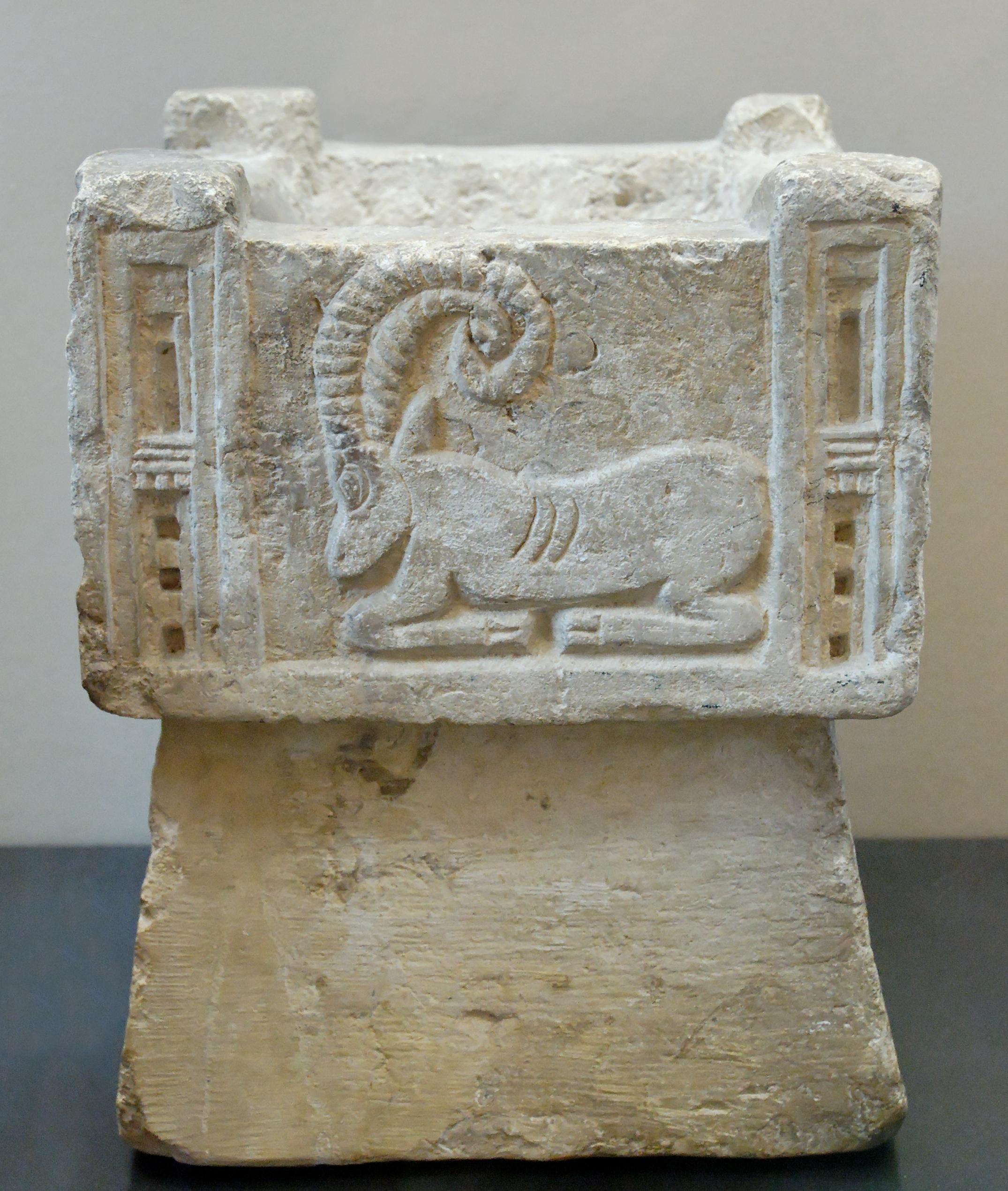
مبخرة مع نحت وعل (متحف اللوفر)
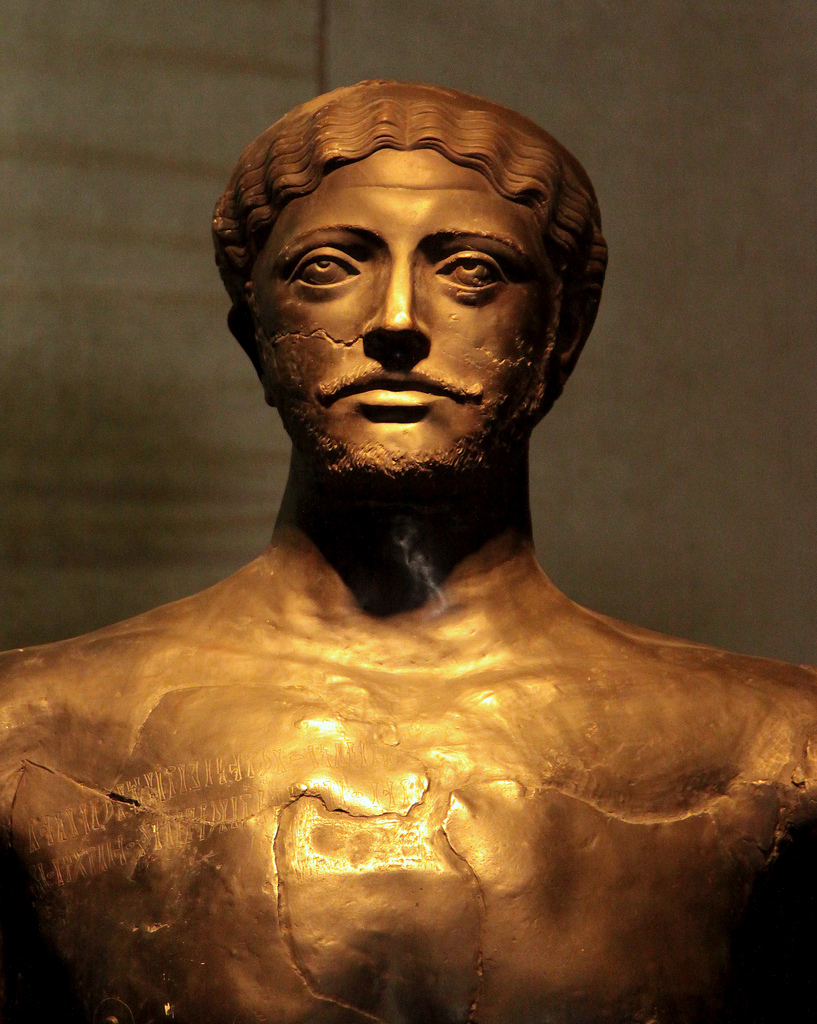
تمثال من البرونز لذمار علي يهبر الثاني